# Искусственный интеллект
Иску́сственный интелле́кт или ИИ, Искусственный разум (англ. artificial intelligence; AI) в самом широком смысле — это интеллект, демонстрируемый машинами, в частности компьютерными системами. Это область исследований в области компьютерных наук, которая разрабатывает и изучает методы и программное обеспечение, позволяющие машинам воспринимать окружающую среду и использовать обучение и интеллект для выполнения действий, которые максимально увеличивают их шансы на достижение поставленных целей. Такие машины можно назвать искусственным интеллектом.
Некоторые из наиболее известных приложений искусственного интеллекта включают в себя передовые поисковые системы (например, Google Search, Bing, Яндекс); рекомендательные системы (используемые на YouTube, Amazon и Netflix); взаимодействие посредством человеческой речи (например, Google Assistant, Siri, Alexa, Алиса); автономные транспортные средства (например, Waymo); генеративные и творческие инструменты (например, ChatGPT, Apple Intelligence и искусство искусственного интеллекта); а также сверхчеловеческую игру и анализ в стратегических играх (например, шахматы и го). Однако многие приложения искусственного интеллекта не воспринимаются как искусственный интеллект: «Многие передовые разработки искусственного интеллекта проникли в общие приложения, часто не называясь искусственным интеллектом, потому что как только что-то становится достаточно полезным и достаточно распространённым, его больше не называют искусственным интеллектом».
Алан Тьюринг был первым человеком, который провёл масштабные исследования в области, которую он назвал машинным интеллектом. Искусственный интеллект был основан как академическая дисциплина в 1956 году теми, кого сейчас считают отцами-основателями искусственного интеллекта: Джоном Маккарти, Марвином Мински, Натаниэлем Рочестером и Клодом Шенноном. Эта область пережила несколько циклов оптимизма, за которыми последовали периоды разочарования и потери финансирования, известные как зима искусственного интеллекта. Финансирование и интерес значительно возросли после 2012 года, когда глубокое обучение превзошло все предыдущие методы искусственного интеллекта, а также после 2017 года с появлением архитектуры Transformer. Это привело к буму искусственного интеллекта в начале 2020-х годов, когда компании, университеты и лаборатории, в подавляющем большинстве базирующиеся в Соединённых Штатах, стали пионерами значительных достижений в области искусственного интеллекта.

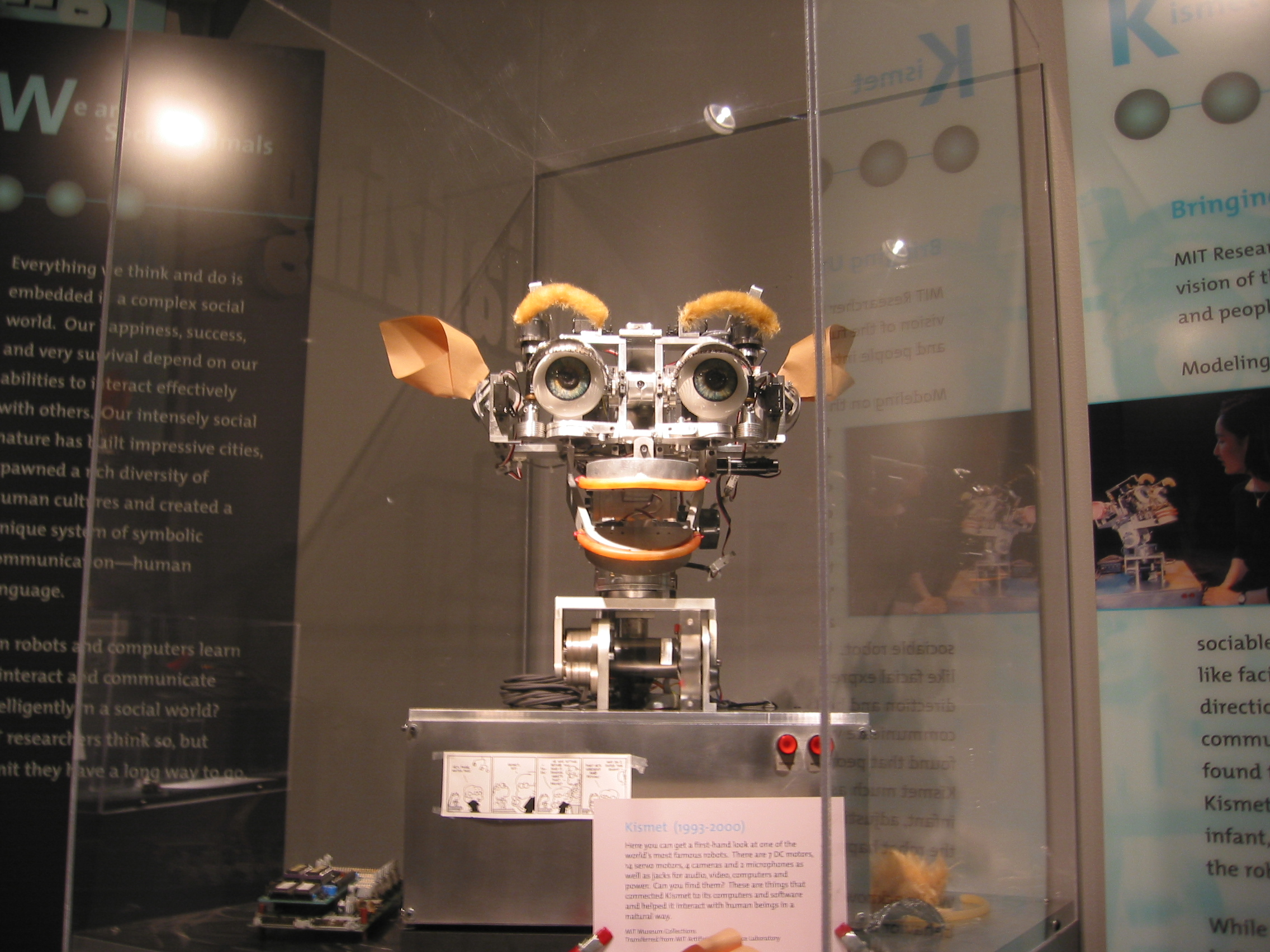
Робот Kismet с искусственным интеллектом в Музее Массачусетского технологического института, 2006 год

Растущее использование искусственного интеллекта в XXI веке влияет на общественный и экономический сдвиг в сторону большей автоматизации, принятия решений на основе данных и интеграции систем искусственного интеллекта в различные секторы экономики и сферы жизни, влияя на рынки труда, здравоохранение, государственное управление, промышленность, образование, пропаганду и дезинформацию. Это поднимает вопросы о долгосрочных эффектах, этических последствиях и рисках искусственного интеллекта, побуждая к обсуждениям о политике регулирования, направленной на обеспечение безопасности и преимуществ этой технологии.
Различные направления исследований искусственного интеллекта сосредоточены вокруг определённых целей и использования определённых инструментов. Традиционные цели исследований искусственного интеллекта включают рассуждение, представление знаний, планирование, обучение, обработку естественного языка, восприятие и поддержку робототехники. Общий интеллект, или же сильный, — способность выполнять любую задачу, которую может выполнить человек, по крайней мере на равном уровне — входит в число долгосрочных целей данной области.
Для достижения этих целей исследователи искусственного интеллекта адаптировали и интегрировали широкий спектр методов, включая поиск и математическую оптимизацию, формальную логику, искусственные нейронные сети, а также методы, основанные на статистике, исследовании операций и экономике. Искусственный интеллект также опирается на психологию, лингвистику, философию, нейронауку и другие области.

## Происхождение и смысл термина
Процитированное в преамбуле определение искусственного интеллекта, данное Джоном Маккарти в 1956 году на семинаре в Дартмутском университете, не связано напрямую с пониманием интеллекта у человека. Согласно Маккарти, исследователи вольны использовать методы, которые не наблюдаются у людей, если это необходимо для решения конкретных проблем.
Поясняя своё определение, Джон Маккарти указывает: «Проблема состоит в том, что пока мы не можем в целом определить, какие вычислительные процедуры мы хотим называть интеллектуальными. Мы понимаем некоторые механизмы интеллекта и не понимаем остальные. Поэтому под интеллектом в пределах этой науки понимается только вычислительная составляющая способности достигать целей в мире».
В то же время существует и точка зрения, согласно которой интеллект может быть только биологическим феноменом.
В английском языке словосочетание artificial intelligence не имеет антропоморфной окраски, которую оно приобрело в традиционном русском переводе: слово intelligence в используемом контексте скорее означает «умение рассуждать разумно», а вовсе не «интеллект» (для которого есть английский аналог intellect).
Даются следующие определения искусственного интеллекта:
- Научное направление, в рамках которого ставятся и решаются задачи аппаратного или программного моделирования тех видов человеческой деятельности, которые традиционно считаются интеллектуальными[19].
- Свойство интеллектуальных систем выполнять функции (творческие), которые традиционно считаются прерогативой человека. При этом интеллектуальная система — это техническая или программная система, способная решать задачи, традиционно считающиеся творческими, принадлежащие конкретной предметной области, знания о которой хранятся в памяти такой системы. Структура интеллектуальной системы включает три основных блока — базу знаний, решатель и интеллектуальный интерфейс, позволяющий вести общение с ЭВМ без специальных программ для ввода данных[19].
- Направление в информатике и информационных технологиях, задачей которого является воссоздание с помощью вычислительных систем и иных искусственных устройств разумных рассуждений и действий[20].
- Способность системы правильно интерпретировать внешние данные, извлекать уроки из таких данных и использовать полученные знания для достижения конкретных целей и задач при помощи гибкой адаптации[21].

Одно из частных определений интеллекта, общее для человека и «машины», можно сформулировать так: «Интеллект — способность системы создавать в ходе самообучения программы (в первую очередь эвристические) для решения задач определённого класса сложности и решать эти задачи».

## Развитие искусственного интеллекта как науки
История искусственного интеллекта как нового научного направления начинается в середине XX века. К этому времени уже было сформировано множество предпосылок его зарождения: среди философов давно шли споры о природе человека и процессе познания мира, нейрофизиологи и психологи разработали ряд теорий относительно работы человеческого мозга и мышления, экономисты и математики задавались вопросами оптимальных расчётов и представления знаний о мире в формализованном виде; наконец, зародился фундамент математической теории вычислений — теории алгоритмов — и были созданы первые компьютеры.
Возможности новых машин в плане скорости вычислений оказались больше человеческих, поэтому в учёном сообществе зародился вопрос: каковы границы возможностей компьютеров и достигнут ли машины уровня развития человека? В 1950 году один из пионеров в области вычислительной техники, английский учёный Алан Тьюринг, пишет статью под названием «Может ли машина мыслить?». В ней он описывает процедуру, получившую название теста Тьюринга, которая позволит определить момент, когда машина сравняется в плане разумности с человеком.
С 1950-х до 2000-х годов развитие искусственного интеллекта прошло множество вех: перцептрон Розенблатта, появившийся в 1958 году; расцвет систем, основанных на знаниях, в 1970-е годы (которые до сих пор являются важной частью науки об экспертных системах); разработка алгоритма обратного распространения ошибки, появление свёрточных сетей, автокодировщиков, рекуррентных сетей в 1980-х годах. В 1990-е годы основной акцент сместился на машинное обучение и поиск закономерностей в данных. В 2005-2006 годах группы исследователей под руководством Джеффри Хинтона в университете Торонто и Йошуа Бенжио в университете Монреаля научились обучать глубокие нейронные сети. Это стало поворотным этапом в истории развития технологий искусственного интеллекта, а некоторые исследователи определяют это событие как начало шестой информационной революции человечества.

### История развития искусственного интеллекта в СССР и России

#### Российская империя
Коллежский советник Семён Николаевич Корсаков (1787—1853) ставил задачу усиления возможностей разума посредством разработки научных методов и устройств, перекликающуюся с современной концепцией искусственного интеллекта, как усилителя естественного.
В 1832 году С. Н. Корсаков опубликовал описание пяти изобретённых им механических устройств, так называемых «интеллектуальных машин», для частичной механизации умственной деятельности в задачах поиска, сравнения и классификации. В конструкции своих машин Корсаков впервые в истории информатики применил перфорированные карты, игравшие у него своего рода роль баз знаний, а сами машины по существу являлись предтечами экспертных систем.

#### СССР
В СССР работы в области искусственного интеллекта начались в 1960-х годах. В Московском университете и Академии наук был выполнен ряд пионерских исследований, возглавленных Вениамином Пушкиным и Дмитрием Поспеловым. С начала 1960-х Михаил Цетлин с коллегами разрабатывали вопросы, связанные с обучением конечных автоматов. Начиная с 1960-х годов в СССР проводили исследования применения искусственного интеллекта для игры в шахматы. «Каисса» — шахматная программа, разработанная в СССР в 1960-х годах, в августе 1974 года программа стала первым чемпионом мира по шахматам среди компьютерных программ.
В 1968 году вышла книга советского философа Эвальда Ильенкова «Об идолах и идеалах», в которой обосновывалась невозможность создания машины умнее человека.
По инициативе Гермогена Поспелова 10 сентября 1986 года при Президиуме АН СССР был создан Научный совет по проблеме «Искусственный интеллект» (председателем совета стал Г. С. Поспелов, его заместителями — Д. А. Поспелов и Эдуард Попов). Позже этот совет сыграл важную роль в развитии исследований по искусственному интеллекту в СССР и в России.

#### Россия
В России 30 мая 2019 года на совещании по развитию цифровой экономики под председательством В.В. Путина было принято решение о подготовке национальной стратегии по искусственному интеллекту. В её рамках готовится федеральная программа с выделением 90 млрд рублей.
10 октября 2019 года В. В. Путин своим указом утвердил национальную стратегию развития искусственного интеллекта в России до 2030 года.
В ноябре 2019 года «Яндекс», Mail.ru Group, Сбербанк, «Газпром нефть», МТС и РФПИ создали Альянс в сфере искусственного интеллекта (к лету 2023 года в состав Альянса входили также Уралхим, Русагро, Сибур, Северсталь и Группа «Самолёт»).
27 августа 2020 года был утверждён национальный проект «Искусственный интеллект», руководителем которого была назначена заместитель министра экономического развития Оксана Тарасенко.
В декабре 2020 года вторая конференция по искусственному интеллекту Artificial Intelligence Journey (AI Journey) вошла в топ-3 аналогичных форумов в мире. В ней участвовало (онлайн) более 20000 человек из 80 стран, в работе конференции принял участие Владимир Путин.
Весной 2021 года председатель Правительства Михаил Мишустин утвердил правила выделения финансовой поддержки компаний, занятых в сфере искусственного интеллекта, в размере 1,4 млрд руб (на 2021 год).
В 2023 году президент России Владимир Путин поручил обновить Национальную стратегию развития искусственного интеллекта до 2030 года, а также обеспечить поддержку центрам исследований в сфере ИИ. По данным правительства РФ, объём рынка ИИ в 2022 году в РФ при росте 18 % составил 650 млрд рублей. На 2023 год уровень внедрения технологий искусственного интеллекта в России достиг 20 %. На разработки в области ИИ в 2024 году правительство РФ запланировало выделить около 5,2 млрд рублей. По оценке вице-премьера РФ Дмитрия Чернышенко, к 2025 году внедрение технологий ИИ принесёт компаниям РФ около 1 трлн рублей, а дополнительный прирост ВВП при максимальных инвестициях в эту отрасль через пять лет может составить 11 трлн рублей.
В ноябре 2023 года вице-премьер РФ Дмитрий Чернышенко объявил, что использование ИИ будет обязательным для получения российскими компаниями субсидий из бюджета.
В январе 2025 года вступил в силу национальный стандарт ГОСТ Р 71476-2024 (ИСО/МЭК 22989:2022) «Искусственный интеллект. Концепции и терминология искусственного интеллекта», утверждённый приказом Росстандарта от 28 октября 2024 года. Данный стандарт, являющийся модификацией международного стандарта ISO/IEC 22989:2022 и определяющий нормативную терминологию в области искусственного интеллекта, был разработан совместно Научно-образовательным центром компетенций в области цифровой экономики МГУ и ООО «Институт развития информационного общества» (ИРИО), закреплён за техническим комитетом по стандартизации № 164 «Искусственный интеллект». В стандарте искусственный интеллект определяется как «область науки и техники, рассматривающая технические системы, которые порождают такие результаты, как контент, прогнозы, рекомендации или решения для заданного набора поставленных человеком задач». Документ содержит более 100 терминов и определений, касающихся систем ИИ, их жизненного цикла, алгоритмов машинного обучения, нейронных сетей и других ключевых концепций.

## Подходы и направления

### Подходы к пониманию проблемы
Единого ответа на вопрос, чем занимается искусственный интеллект, не существует. Почти каждый автор, пишущий книгу об искусственном интеллекте, отталкивается в ней от какого-либо определения, рассматривая в его свете достижения этой науки.
В философии не решён вопрос о природе и статусе человеческого интеллекта. Нет и точного критерия достижения компьютерами «разумности», хотя на заре искусственного интеллекта был предложен ряд гипотез, например, тест Тьюринга или гипотеза Ньюэлла — Саймона. Поэтому, несмотря на наличие множества подходов как к пониманию задач искусственного интеллекта, так и созданию интеллектуальных информационных систем, можно выделить два основных подхода к разработке искусственного интеллекта:
- нисходящий (англ. Top-Down AI), семиотический — создание экспертных систем, баз знаний и систем логического вывода, имитирующих высокоуровневые психические процессы: мышление, рассуждение, речь, эмоции, творчество и тому подобные;
- восходящий (англ. Bottom-Up AI), биологический — изучение нейронных сетей и эволюционных вычислений, моделирующих интеллектуальное поведение на основе биологических элементов, а также создание соответствующих вычислительных систем, таких как нейрокомпьютер или биокомпьютер.

Последний подход, строго говоря, не относится к науке об искусственном интеллекте в смысле, данном Джоном Маккарти, — их объединяет только общая конечная цель.

#### Тест Тьюринга и интуитивный подход
Эмпирический тест был предложен Аланом Тьюрингом в статье «Вычислительные машины и разум» (англ. Computing Machinery and Intelligence), опубликованной в 1950 году в философском журнале «Mind». Целью данного теста является определение возможности искусственного мышления, близкого к человеческому.
Стандартная интерпретация этого теста звучит следующим образом: «Человек взаимодействует с одним компьютером и одним человеком. На основании ответов на вопросы он должен определить, с кем он разговаривает: с человеком или компьютерной программой. Задача компьютерной программы — ввести человека в заблуждение, заставив сделать неверный выбор». Все участники теста не видят друг друга.
Самый общий подход предполагает, что искусственный интеллект будет способен проявлять поведение, не отличающееся от человеческого, причём в нормальных ситуациях. Эта идея является обобщением подхода теста Тьюринга, который утверждает, что машина станет разумной тогда, когда будет способна поддерживать разговор с обычным человеком, и тот не сможет понять, что говорит с машиной (разговор идёт по переписке).
Писатели-фантасты часто предлагают ещё один подход: искусственный интеллект возникнет тогда, когда машина будет способна чувствовать и творить. Так, хозяин Эндрю Мартина из «Двухсотлетнего человека» начинает относиться к нему как к человеку, когда тот создаёт игрушку по собственному проекту. Дейта из «Звёздного пути», будучи способным к коммуникации и обучению, мечтает обрести эмоции и интуицию.
Однако последний подход вряд ли выдерживает критику при более детальном рассмотрении. К примеру, несложно создать механизм, который будет оценивать некоторые параметры внешней или внутренней среды и реагировать на их неблагоприятные значения. Про такую систему можно сказать, что у неё есть чувства («боль» — реакция на срабатывание датчика удара, «голод» — реакция на низкий заряд аккумулятора, и т. п.). Кластеры, создаваемые картами Кохонена, и многие другие продукты «интеллектуальных» систем можно рассматривать как вид творчества.

#### Символьный подход
Исторически символьный подход был первым в эпоху цифровых машин, так как именно после создания Лисп, первого языка символьных вычислений, у его автора возникла уверенность в возможности практически приступить к реализации этими средствами интеллекта. Символьный подход позволяет оперировать слабоформализованными представлениями и их смыслами.
Успешность и эффективность решения новых задач зависит от умения выделять только существенную информацию, что требует гибкости в методах абстрагирования. Обычная программа, в свою очередь, устанавливает один способ интерпретации данных, из-за чего её работа выглядит предвзятой и чисто механической. Интеллектуальную задачу в этом случае решает только человек, аналитик или программист, не умея доверить этого машине. В результате создаётся единственная модель абстрагирования, система конструктивных сущностей и алгоритмов. А гибкость и универсальность выливается в значительные затраты ресурсов для не типичных задач, то есть система от интеллекта возвращается к грубой силе.
Основная особенность символьных вычислений — создание новых правил в процессе выполнения программы. Тогда как возможности не интеллектуальных систем завершаются как раз перед способностью хотя бы обозначать вновь возникающие трудности. Тем более, эти трудности не решаются и наконец компьютер не совершенствует такие способности самостоятельно.
Недостатком символьного подхода является то, что такие открытые возможности воспринимаются не подготовленными людьми как отсутствие инструментов. Эту, скорее культурную проблему, отчасти решает логическое программирование.

#### Логический подход
Логический подход к созданию систем искусственного интеллекта основан на моделировании рассуждений. Теоретической основой служит логика.
Логический подход может быть проиллюстрирован применением для этих целей языка и системы логического программирования Пролог. Программы, записанные на языке Пролог, представляют наборы фактов и правил логического вывода без жёсткого задания алгоритма как последовательности действий, приводящих к необходимому результату.

#### Агентно-ориентированный подход
Последний подход, развиваемый с начала 1990-х годов, называется агентно-ориентированным подходом, или подходом, основанным на использовании интеллектуальных (рациональных) агентов. Согласно этому подходу, интеллект — это вычислительная часть (грубо говоря, планирование) способности достигать поставленных перед интеллектуальной машиной целей. Сама такая машина будет интеллектуальным агентом, воспринимающим окружающий его мир с помощью датчиков, и способной воздействовать на объекты в окружающей среде с помощью исполнительных механизмов.
Этот подход акцентирует внимание на тех методах и алгоритмах, которые помогут интеллектуальному агенту выживать в окружающей среде при выполнении его задачи. Так, здесь значительно тщательнее изучаются алгоритмы поиска пути и принятия решений.

#### Гибридный подход
Гибридный подход предполагает, что только синергийная комбинация нейронных и символьных моделей достигает полного спектра когнитивных и вычислительных возможностей. Например, экспертные правила умозаключений могут генерироваться нейронными сетями, а порождающие правила получают с помощью статистического обучения. Сторонники данного подхода считают, что гибридные информационные системы будут значительно более сильными, чем сумма различных концепций по отдельности.

#### Символьное моделирование мыслительных процессов
Выделяется такое обширное направление как моделирование рассуждений. Долгие годы развитие этой науки двигалось именно по этому пути, и теперь это одна из самых развитых областей в современном искусственном интеллекте. Моделирование рассуждений подразумевает создание символьных систем, на входе которых поставлена некая задача, а на выходе требуется её решение. Как правило, предлагаемая задача уже формализована, то есть переведена в математическую форму, но либо не имеет алгоритма решения, либо он слишком сложен, трудоёмок и т. п. В это направление входят: доказательство теорем, принятие решений и теория игр, планирование и диспетчеризация, прогнозирование.

#### Работа с естественными языками
Немаловажным направлением является обработка естественного языка, в рамках которого проводится анализ возможностей понимания, обработки и генерации текстов на «человеческом» языке. В рамках этого направления ставится цель такой обработки естественного языка, которая была бы в состоянии приобрести знание самостоятельно, читая существующий текст, доступный по Интернету. Некоторые прямые применения обработки естественного языка включают информационный поиск (в том числе глубокий анализ текста) и машинный перевод.

#### Представление и использование знаний
Направление инженерия знаний объединяет задачи получения знаний из простой информации, их систематизации и использования. Это направление исторически связано с созданием экспертных систем — программ, использующих специализированные базы знаний для получения достоверных заключений по какой-либо проблеме.
Производство знаний из данных — одна из базовых проблем интеллектуального анализа данных. Существуют различные подходы к решению этой проблемы, в том числе — на основе нейросетевой технологии, использующие процедуры вербализации нейронных сетей.

#### Машинное обучение

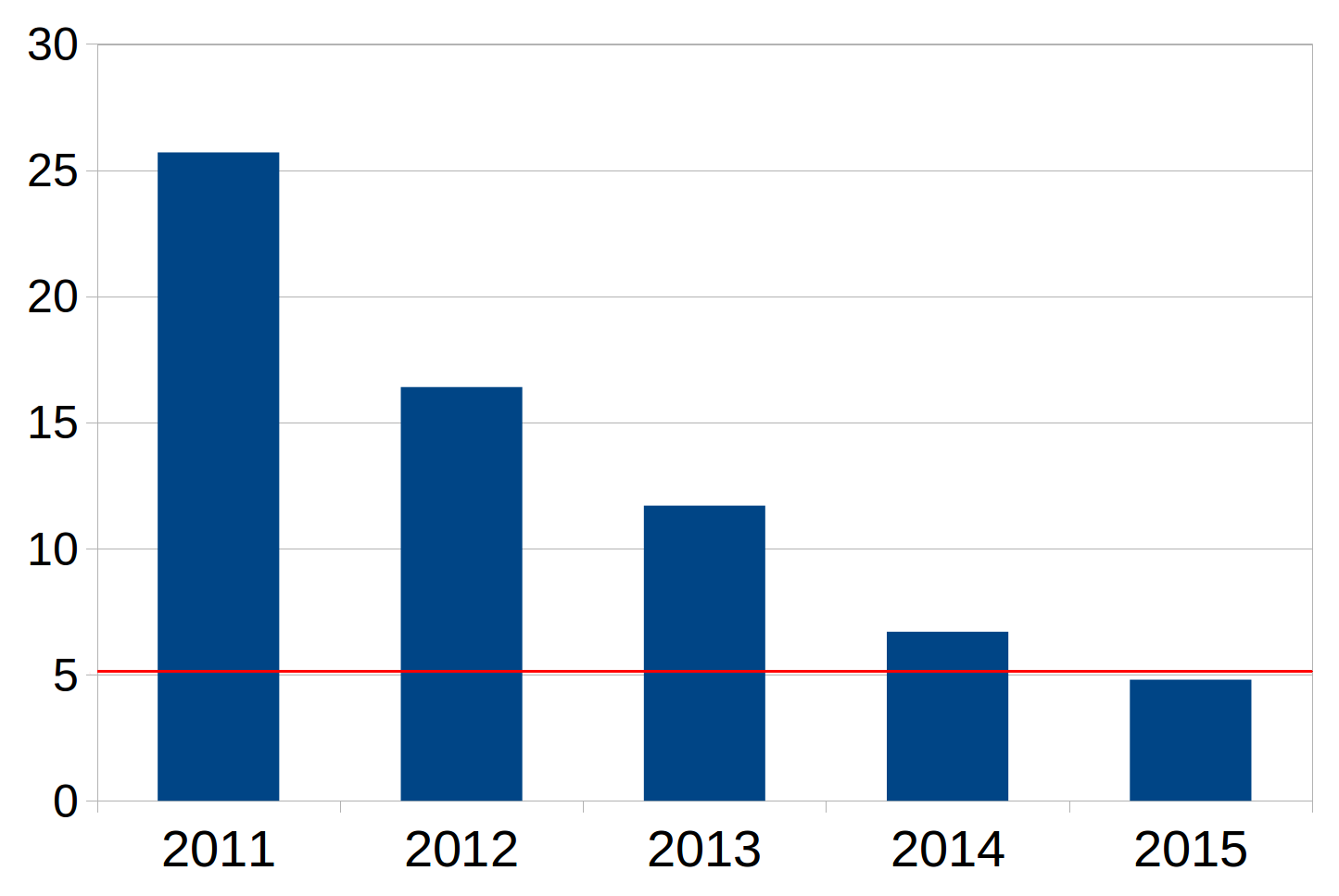
прогресс автоматической классификации изображений
----
процент ошибок по годам, сделанных и при выполнении одной и той же задачи

Проблематика машинного обучения касается процесса самостоятельного получения знаний интеллектуальной системой в процессе её работы. Это направление было центральным с самого начала развития искусственного интеллекта. В 1956 году, на Дартмундской летней конференции, Рей Соломонофф написал отчёт о вероятностной машине, обучающейся без учителя, назвав её: «Индуктивная машина вывода».
Обучение без учителя — позволяет распознать образы во входном потоке. Обучение с учителем включает также классификацию и регрессионный анализ. Классификация используется, чтобы определить, к какой категории принадлежит образ. Регрессионный анализ используется, чтобы в рядах числовых примеров входа/выхода обнаружить непрерывную функцию, на основании которой можно было бы прогнозировать выход. При обучении агент вознаграждается за хорошие ответы и наказывается за плохие. Они могут быть проанализированы с точки зрения теории решений, используя такие понятия как полезность. Математический анализ машинных алгоритмов изучения — это раздел теоретической информатики, известный как вычислительная теория обучения (англ. Computational learning theory).
К области машинного обучения относится большой класс задач на распознавание образов. Например, это распознавание символов, рукописного текста, речи, анализ текстов. Многие задачи успешно решаются с помощью биологического моделирования (см. след. пункт). Особо стоит упомянуть компьютерное зрение, которое связано ещё и с робототехникой.

#### Биологическое моделирование искусственного интеллекта
Отличается от понимания искусственного интеллекта по Джону Маккарти, когда исходят из положения о том, что искусственные системы не обязаны повторять в своей структуре и функционировании структуру и протекающие в ней процессы, присущие биологическим системам. Сторонники данного подхода считают, что феномены человеческого поведения, его способность к обучению и адаптации есть следствие именно биологической структуры и особенностей её функционирования.
Сюда можно отнести несколько направлений. Нейронные сети используются для решения нечётких и сложных проблем, таких как распознавание геометрических фигур или кластеризация объектов. Генетический подход основан на идее, что некий алгоритм может стать более эффективным, если позаимствует лучшие характеристики у других алгоритмов («родителей»). Относительно новый подход, где ставится задача создания автономной программы — агента, взаимодействующей с внешней средой, называется агентным подходом.

#### Робототехника
Области робототехники и искусственного интеллекта тесно связаны друг с другом. Интегрирование этих двух наук, создание интеллектуальных роботов составляют ещё одно направление искусственного интеллекта. Интеллектуальность требуется роботам, чтобы манипулировать объектами, выполнять навигацию с проблемами локализации (определять местонахождение, изучать ближайшие области) и планировать движение (как добраться до цели). Примером интеллектуальной робототехники могут служить игрушки-роботы Pleo, AIBO, QRIO.

#### Машинное творчество
Природа человеческого творчества ещё менее изучена, чем природа интеллекта. Тем не менее, эта область существует, и здесь поставлены проблемы написания компьютером музыки, литературных произведений (часто — стихов или сказок), художественное творчество.
Создание реалистичных образов широко используется в кино и индустрии компьютерных игр.
Отдельно выделяется изучение проблем технического творчества систем искусственного интеллекта. Теория решения изобретательских задач, предложенная в 1946 году Г. С. Альтшуллером, положила начало таким исследованиям.
Добавление данной возможности к любой интеллектуальной системе позволяет весьма наглядно продемонстрировать, что именно система воспринимает и как это понимает. Добавлением шума вместо недостающей информации или фильтрация шума имеющимися в системе знаниями производит из абстрактных знаний конкретные образы, легко воспринимаемые человеком, особенно это полезно для интуитивных и малоценных знаний, проверка которых в формальном виде требует значительных умственных усилий.

#### Другие области исследований
Наконец, существует масса приложений искусственного интеллекта, каждое из которых образует почти самостоятельное направление. В качестве примеров можно привести программирование интеллекта в компьютерных играх, нелинейное управление, интеллектуальные системы информационной безопасности.
В перспективе предполагается тесная связь развития искусственного интеллекта с разработкой квантового компьютера, так как некоторые свойства искусственного интеллекта имеют схожие принципы действия с квантовыми компьютерами.
Можно заметить, что многие области исследований пересекаются. Но в искусственном интеллекте взаимосвязь между, казалось бы, различными направлениями выражена особенно сильно, и это связано с философским спором о сильном и слабом искусственном интеллекте.
Известный американский нейрофизиолог Майкл Грациано отмечает принципиальную разницу между ИИ и искусственным сознанием (ИС). По мнению Грациано именно сознание, а не интеллект является существенным отличием высших млекопитающих, включая человека разумного. Моделирование сознания является нерешённой научной задачей.

## Современный искусственный интеллект
Можно выделить два направления развития искусственного интеллекта:
- решение проблем, связанных с приближением специализированных систем искусственного интеллекта к возможностям человека, и их интеграции, которая реализована природой человека (см. Усиление интеллекта);
- создание искусственного разума, представляющего интеграцию уже созданных систем искусственного интеллекта в единую систему, способную решать проблемы человечества.

В области искусственного интеллекта наблюдается вовлечение многих предметных областей, имеющих скорее практическое отношение к искусственному интеллекту, а не фундаментальное. Многие подходы были опробованы, но к возникновению искусственного разума ни одна исследовательская группа пока так и не подошла.
Ниже представлены лишь некоторые наиболее известные разработки в области искусственного интеллекта.

### Известные системы искусственного интеллекта
Некоторые из самых известных систем:
- ChatGPT — чат-бот с искусственным интеллектом от компании OpenAI, основанный на большой языковой модели; способен работать в диалоговом режиме на естественных языках[64];
- Deep Blue — шахматная программа разработки IBM, победила чемпиона мира по шахматам[65];
- AlphaGo — программа игры в го разработки Google DeepMind, выиграла матч в го у корейского профессионала 9 дана Ли Седоля;
- Watson — перспективная разработка IBM, способная воспринимать человеческую речь и производить вероятностный поиск, с применением большого количества алгоритмов; для демонстрации работы приняла участие в американской игре «Jeopardy!», где системе удалось выиграть в обеих играх[66];
- MYCIN — одна из ранних экспертных систем, которая могла диагностировать небольшой набор заболеваний, причём часто так же точно, как и доктора;
- 20Q — проект по мотивам классической игры «20 вопросов», основанный на идеях искусственного интеллекта; стал очень популярен после появления в Интернете на сайте 20q.net[67];
- ViaVoice — система распознавания речи, способная обслуживать потребителей.
- Midjourney — сервис, генерирующий изображения на основе текстовых запросов.

Разработчики компьютерных игр применяют технологии искусственного интеллекта, направление обозначается как «игровой искусственный интеллект». Стандартными задачами искусственного интеллекта в играх являются нахождение пути в двумерном или трёхмерном пространстве, имитация поведения боевой единицы, расчёт верной экономической стратегии и так далее.

### Исследовательские центры
Наиболее крупные научные и исследовательские центры в области искусственного интеллекта:
- Соединённые Штаты Америки
  - Массачусетский технологический институт
  - Исследовательский институт машинного интеллекта
- Германия
  - Немецкий исследовательский центр по искусственному интеллекту
- Япония
  - Национальный институт современной промышленной науки и технологии (AIST)
- Россия
  - Научный совет по методологии искусственного интеллекта Российской академии наук
- Индия
  - Индийский технологический институт в Мадрасе

## Области применения искусственного интеллекта

### Финансы
Финансовые учреждения давно используют нейронные сети для выявления подозрительных событий и действий. Использование ИИ в банковской сфере началось ещё в 1987 году, когда Security Pacific National Bank в США создал целевую группу по противодействию мошенничеству и несанкционированному использованию дебетовых карт.

#### Алгоритмическая торговля
Алгоритмическая торговля предполагает использование сложных систем искусственного интеллекта для принятия торговых решений со скоростью, превышающей скорость, на которую способен человеческий организм. Это позволяет делать миллионы сделок в день без какого-либо вмешательства человека. Автоматизированные торговые системы обычно используются крупными институциональными инвесторами.
Вместе с тем, результаты отдельных исследований свидетельствуют о том, что, хотя искусственный интеллект и может предсказывать тенденции цен на акции или общие настроения относительно движения финансовых рынков, его точность недостаточна. Модель инвестирования, основанная на искусственном интеллекте, не может быть использована для долгосрочных инвестиций. Точность таких алгоритмов прогнозирования покупки, продажи или владения акциями может привести к потере капитала.
Основываясь на этих результатах, исследователи пришли к выводу, что искусственный интеллект пока не способен предсказывать движение фондового рынка с надёжной и достоверной точностью.

#### Исследования рынка и интеллектуальный анализ данных
Несколько крупных финансовых учреждений вложили средства в развитие ИИ, чтобы использовать его в их инвестиционной практике. Разработки Aladdin (BlackRock), используются как внутри компании, так и для клиентов компании, ассистируя в принятии инвестиционных решений. Широкий спектр функциональных возможностей данной системы включает обработку естественного языка для чтения текста, такого как новости, отчёты брокеров и каналы социальных сетей. Затем система оценивает настроения в упомянутых компаниях и присваивает им оценку. Банки, такие как UBS и Deutsche Bank, используют систему ИИ под названием Sqreem (Sequential Quantum Reduction and Extraction Model, Модель Последовательной Квантовой Редукции и Экстракции), которая может обрабатывать данные для разработки профилей потребителей и сопоставлять их с продуктами, которые они, скорее всего, захотят. Goldman Sachs использует Kensho, платформу аналитики рынка, которая объединяет статистические вычисления с большими данными и обработкой естественного языка. Его системы машинного обучения используют данные в Интернете и оценивают корреляции между мировыми событиями и их влиянием на цены финансовых активов. Информация, извлечённая системой ИИ из прямой трансляции новостей, используется в принятии инвестиционных решений.

#### Управление личными финансами
Существуют продукты, которые используют ИИ для помощи людям в управлении их личными финансами. Например, Digit — это приложение, основанное на искусственном интеллекте, которое автоматически помогает потребителям оптимизировать свои расходы и сбережения, основываясь на своих личных привычках и целях. Приложение может анализировать такие факторы, как ежемесячный доход, текущий баланс и привычки к расходам, затем принимать собственные решения и переводить деньги на отдельный сберегательный счёт. Wallet.AI, развивающийся в Сан-Франциско старт-ап, создаёт агентов, которые анализируют данные, которые генерирует потребитель, при взаимодействии со смартфонами и социальными сетями, чтобы проинформировать потребителя о своих расходах.

#### Финансовое мошенничество
ФБР предупреждает о росте использования генеративного искусственного интеллекта (GenAI) в схемах финансового мошенничества. Инструменты GenAI, такие как ChatGPT, позволяют мошенникам действовать масштабнее и правдоподобнее.
Основные способы применения GenAI в мошенничестве:
- Выдача себя за близких: Мошенники используют GenAI для имитации голоса и манеры общения родственников жертв, требуя выкуп или доступ к банковским счетам.
- Социальная инженерия: GenAI улучшает качество письменных сообщений в атаках, делая их более убедительными.
- Устранение языкового барьера: ИИ помогает с переводом, избавляясь от грамматических ошибок, выдававших мошенников.
- Манипуляция через чат-боты: На мошеннических сайтах внедряются ИИ-чат-боты для взаимодействия с жертвами.
- Создание фиктивных профилей: GenAI используется для генерации правдоподобных профилей в соцсетях, включая фотографии, для поддержки мошеннических схем.
- ФБР рекомендует гражданам проявлять бдительность и следовать новым рекомендациям по защите от подобных атак[76]/

#### Управление финансовым портфелем
Автоматизированные помощники-советчики становятся все более широко используемыми в отрасли управления инвестициями. Автоматизированные системы предоставляют финансовые консультации и советы в управлении финансовым портфелем с минимальным вмешательством человека. Этот класс финансовых консультантов работает на основе алгоритмов, созданных для автоматического развития финансового портфеля в соответствии с инвестиционными целями и склонностью к риску клиентов. Он может корректировать изменения в реальном времени на рынке и калибровать портфель в соответствии с пожеланиями клиента.

#### Андеррайтинг
Онлайн-кредитор Upstart анализирует огромное количество потребительских данных и использует алгоритмы машинного обучения для построения моделей кредитного риска, которые прогнозируют вероятность дефолта. Их технология будет лицензирована для банков, чтобы они могли использовать её для оценки своих процессов.
ZestFinance разработала платформу Zest Automated Machine Learning (ZAML) специально для кредитного андеррайтинга. Эта платформа использует компьютерное обучение для анализа десятков тысяч традиционных и нетрадиционных переменных (от транзакций покупки до того, каким образом клиент заполняет форму), используемых в кредитной индустрии, для оценки заёмщиков. Платформа особенно полезна для присвоения кредитных баллов клиентам с небольшой кредитной историей, таким как миллениалы.

#### Банкинг
Использование искусственного интеллекта позволило «Сбербанку» в 2019 году заработать дополнительно $700 млн, в 2020 году планировалось довести эту сумму до $1 млрд.

### Государственное управление
В конце октября 2021 года премьер-министр РФ Михаил Мишустин утвердил план мероприятий в сфере цифровой трансформации госуправления до 2031 года. Искусственный интеллект был признан ключевой технологией (наряду с большими данными и интернетом вещей), подлежащей широкому внедрению.
Для оценки эффективности ИИ мы обычно применяем пять групп метрик: скорость, качество, объективность, персонализация и экономическая эффективность. Во всех отраслях, в том числе в госуправлении, внедрение ИИ обычно ведёт к увеличению этих показателей в 5–7 раз.
В 2021 году мероприятия с ИИ начали включать в программы цифровой трансформации всех федеральных органов исполнительной власти.Александр Ведяхин, 9 ноября 2021 года

### Дипломатия
Средства ИИ применяются для выработки и поддержки переговорных позиций. Так, американский Центр стратегических и международных исследований (англ. Center for Strategic and International Studies, CSIS) разработал проект Strategic Headwinds, предназначенный для поддержки переговоров по урегулированию российско-украинского конфликта. В рамках проекта создана стратегическая ИИ-модель «Hetman’s Shadow», позволяющая предсказывать реакцию сторон, вовлечённых в конфликт, на те или иные предложения. В феврале 2025 года была представлена первая версия симулятора украино-российских мирных переговоров (англ. Ukraine-Russia Peace Agreement Simulator). Программа использует данные четырёх типов: суверенитет и территории, безопасность, законодательство и ответственность и экономика. На основании массива исходных данных модель формирует предложения по соглашению между сторонами. Усечённая версия модели выложена в открытый доступ.

### Военное дело
Применение искусственного интеллекта является важным трендом в создании перспективных систем управления поля боя и вооружением.
С помощью искусственного интеллекта возможно обеспечить оптимальный и адаптивный к угрозам выбор комбинации сенсоров и средств поражения, скоординировать их совместное функционирование, обнаруживать и идентифицировать угрозы, оценивать намерения противника. Существенную роль искусственный интеллект играет в реализации тактических систем дополненной реальности, например, позволяет обеспечить классификацию и семантическую сегментацию изображений, локализацию и идентификацию мобильных объектов для эффективного целеуказания.
1 марта 2021 года Комитет по безопасности применения искусственного интеллекта) направил Президенту США и Конгрессу США доклад, в котором рекомендуется отвергнуть всемирный запрет на применение автономных систем вооружения на основе искусственного интеллекта. В докладе говорится, что использование искусственного интеллекта позволит «сократить время принятия решений» в тех случаях, когда человек не способен действовать достаточно быстро. Комитет также высказал опасение, что Китай и Россия вряд ли станут соблюдать договор о запрете на применение ИИ в военном деле.

#### Китай
По данным Минобороны США, Китай принял решение о разработке методов внедрения искусственного интеллекта в будущие системы вооружений. Академия военных наук Китая получила задание на реализацию этой программы путём объединения усилий ВПК и частных компаний.

### Спецслужбы
Британские спецслужбы будут бороться с российскими фейковыми новостями при помощи искусственного интеллекта, который будет распознавать активность «фабрики троллей». По информации Центра правительственной связи Великобритании, искусственный интеллект будет бороться с фейками, сверяя данные с надёжными источниками, выявляя манипуляции с изображениями и видео и блокируя подозрительных ботов.

### Тяжёлая промышленность
Роботы стали распространены во многих отраслях промышленности и часто занимаются работой, которая считается опасной для людей. Роботы оказались эффективными на рабочих местах, связанных с повторяющимися рутинными заданиями, которые могут привести к ошибкам или несчастным случаям из-за снижения концентрации с течением времени. Также широкое применение роботы получили в работе, которую люди могут найти унизительной.
В 2014 году Китай, Япония, Соединённые Штаты, Республика Корея и Германия вместе составили 70 % от мирового объёма продаж роботов. В автомобильной промышленности, секторе с особенно высокой степенью автоматизации, в Японии была самая высокая плотность промышленных роботов в мире: 1414 роботов на 10 000 сотрудников.

### Медицина
Искусственные нейронные сети, такие как технология Concept processing в программном обеспечении Электронная медицинская карта, используются в качестве клинических систем принятия решений для медицинской диагностики.
Другие задачи в медицине, которые потенциально могут выполняться искусственным интеллектом и начинают разрабатываться, включают:
- Компьютерная интерпретация медицинских изображений. Такие системы помогают сканировать цифровые изображения, например от компьютерной томографии, для типичных проявлений и для выделения заметных отклонений, таких как возможные заболевания. Типичным применением является обнаружение опухоли.
- Анализ сердечного ритма[89]
- Проект Watson — программа вопросов и ответов, которая создана для помощи врачам-онкологам
- Роботы-помощники для ухода за престарелыми[90]
- Обработка медицинских записей для предоставления более полезной информации
- Создание планов лечения
- Выявление повышенного риска заболеваний
- Помощь в повторяющихся заданиях, включая управление приёмом медикаментов
- Предоставление консультаций
- Создание лекарств[91]
- Использование человекоподобных манекенов вместо пациентов для клинического обучения[92]

В настоящее время[когда?]

 в отрасли здравоохранения работает более 90 стартапов, основанных на применении искусственного интеллекта.

### Управление человеческими ресурсами и рекрутинг
Технологии искусственного интеллекта применяются в управлении человеческими ресурсами и рекрутинге: для просмотра резюме и ранжирования кандидатов в соответствии с их уровнем квалификации, для прогнозирования успеха кандидата в заданных ролях через платформы сопоставления должностей, для создания чат-ботов, которые могут автоматизировать повторяющиеся коммуникационные задачи.
В частности, с 2016 по 2017 год корпорация Unilever использовала искусственный интеллект для отбора персонала начального уровня. Unilever использовал игры, основанные на нейробиологии, записанные интервью и анализ лицевых и речевых сигналов, чтобы предсказать успех кандидата в компании. Unilever сотрудничала с Pymetrics и HireVue, чтобы создать новую систему анализа на основе искусственного интеллекта и увеличить число рассматриваемых кандидатов с 15 тыс. до 30 тыс. в течение одного года. Unilever также сократил время на обработку заявлений от 4 месяцев до 4 недель и сэкономил более 50 тыс. часов времени рекрутеров.

### Музыка
Хотя эволюция музыки всегда была затронута технологией, искусственный интеллект позволил с помощью научных достижений подражать, в какой-то мере, человекоподобной композиции.
Среди известных ранних результатов — система Дэвида Коупа «Эмили Хауэлл», ставшая известной в области алгоритмической компьютерной музыки. Алгоритм, лежащий в основе Эмили Хауэлл, зарегистрирован как патент США.
Другие разработки, такие как AIVA, сосредоточены на сочинении симфоний, в основном классической музыки для фильмов. Эта разработка достигла известности, став первым виртуальным композитором, который был признан музыкальной профессиональной ассоциацией.
Искусственный интеллект может даже создавать музыку, пригодную для использования в медицинских условиях, например, Melomics использует компьютерную музыку для снятия стресса и боли.
Более того, такие инициативы, как Google Magenta, проводимые командой Google Brain, хотят узнать, способен ли искусственный интеллект создавать неотразимое искусство.
В исследовательской лаборатории Sony CSL их программное обеспечение Flow Machines создаёт поп-песни, изучая стили музыки из огромной базы данных песен. Анализируя уникальные комбинации стилей и методы оптимизации, искусственный интеллект может сочинять музыку в любом существующем стиле.
В декабре 2020 года в России, в рамках конференции AI Journey (организатор Сбербанк, модератор Александр Ведяхин) российские исполнители Zivert, Рахим, Егор Шип и Даня Милохин выступали вместе с искусственным интеллектом.

### Новости, издательство и писательство
Компания Narrative Science делает компьютерные новости и отчёты коммерчески доступными, включая обобщение спортивных событий на основе статистических данных из игры на английском языке. Она также создаёт финансовые отчёты и анализ недвижимости. Аналогично, компания Automated Insights генерирует персонализированные сводки и превью для Yahoo Sports Fantasy Football. Предполагается, что к 2014 году компания будет создавать миллиард историй в год, по сравнению с 350 миллионами в 2013 году. Ведущие медиа-компании, такие как Associated Press, Forbes, The New York Times, Los Angeles Times и ProPublica, начали автоматизировать новостной контент. Появилось такое понятие, как автоматизированная журналистика.
Echobox — компания, разрабатывающая программное обеспечение, которая помогает издателям увеличивать трафик путём «разумного» размещения статей на платформах социальных сетей, таких как Facebook и Twitter. Анализируя большие объёмы данных, искусственный интеллект узнаёт, как конкретные аудитории реагируют на разные статьи в разное время суток. Затем он выбирает лучшие истории для публикации и лучшее время, чтобы опубликовать их. Он использует как исторические данные, так и данные в реальном времени, чтобы понять, что сработало хорошо в прошлом, а также то, что в настоящее время имеет тенденцию в Интернете.
Другая компания, называемая Yseop, использует искусственный интеллект, чтобы превратить структурированные данные в интеллектуальные комментарии и рекомендации на естественном языке. Yseop может писать финансовые отчёты, исполнительные резюме, персонализированные продажи или маркетинговые документы и многое другое со скоростью тысяч страниц в секунду и на нескольких языках, включая английский, испанский, французский и немецкий.
Существует также возможность того, что в будущем искусственный интеллект будет писать литературные произведения. В 2016 году японская система написала небольшой рассказ, номинированый на литературную премию.

### Онлайн и телефонные службы поддержки клиентов
Искусственный интеллект реализуется в автоматизированных онлайн-помощниках, которые можно рассматривать как чат-боты на веб-страницах. Это может помочь предприятиям снизить затраты на наём и обучение сотрудников. Основной технологией для таких систем является естественная обработка языка. Pypestream использует автоматизированное обслуживание клиентов для своего мобильного приложения, предназначенного для упрощения связи с клиентами.

### Техническое обслуживание телекоммуникаций
Многие телекоммуникационные компании используют эвристический поиск в управлении своими сотрудниками, например, BT Group развернула эвристический поиск в приложении для планирования, которое обеспечивает рабочие графики 20 000 инженеров.
Большие надежды возлагаются на использование систем искусственного интеллекта для управления сетями сотовой связи 6G.

### Развлечение и игры
В 1990-х годах были предприняты первые попытки массового производства ориентированных на дом типов базового искусственного интеллекта для образования или отдыха. Это значительно продвинулось с цифровой революцией и помогло людям, особенно детям, познакомиться с различными типами искусственного интеллекта, в частности, в виде тамагочи и домашних животных, iPod Touch, Интернета и первого широко распространённого робота, Furby. Год спустя улучшенный тип домашнего робота был выпущен в виде Aibo, роботизированной собаки с интеллектуальными функциями и автономией.
Такие компании, как Mattel, создают ассортимент игрушек с поддержкой искусственного интеллекта для детей в возрасте трёх лет. Используя запатентованные системы и средства распознавания речи, они могут понимать разговоры, давать интеллектуальные ответы и быстро учиться.
Искусственный интеллект также используется в индустрии игр, например, в видеоиграх используются боты, которые предназначены для того, чтобы играть роль противников, где люди недоступны или нежелательны. В 2018 году исследователи из Корнеллского университета создали пару генеративно-состязательных сетей и обучили их на примере игры-шутера Doom. В процессе обучения нейронные сети определили основные принципы построения уровней этой игры и после этого они стали способны генерировать новые уровни без помощи со стороны людей.

### Транспорт

#### Автомобильный транспорт
Для автоматических коробок передач в автомобилях были разработаны контроллеры нечёткой логики. Например, в 2006 Audi TT, VW Touareg и VW Caravell используют DSG коробку передач, которая основана на нечёткой логике. Ряд моделей Škoda (Škoda Fabia) также в настоящее время включает контроллер на основе нечёткой логики.
Сегодняшние[уточнить] автомобили имеют вспомогательные функции, основанные на искусственном интеллекте, такие как самозаряд[уточнить] и расширенные средства круиз-контроля. Искусственный интеллект используется для оптимизации приложений управления дорожным трафиком, что, в свою очередь, сокращает время ожидания, потребление энергии и вредные выбросы на целых 25 %. В будущем будут разработаны полностью автономные автомобили. Ожидается, что искусственный интеллект на транспорте обеспечит безопасную, эффективную и надёжную транспортировку, минимизируя пагубное воздействие на окружающую среду и общество. Основной проблемой для развития этого направления является тот факт, что транспортные системы по своей сути являются сложными системами, включающими очень большое количество компонентов и разных сторон, каждый из которых имеет разные и часто противоречивые цели.

#### Железнодорожный транспорт
В июне 2019 года прошло тестирование программно-аппаратного комплекса, работающего по технологии технического зрения, на тепловозе ЧМЭ3-1562 приписки депо Лоста Северной железной дороги. В случае опасности (неправильно поставленная стрелка, препятствие на дороге, запрещающий сигнал светофора) система сначала подаёт светозвуковой сигнал машинисту а затем включает торможение. Комплекс, получивший обозначение ПАК-ПМЛ (программно-аппаратный комплекс помощи машинисту локомотива), использует искусственный интеллект, накапливая данные о уже совершённых поездках и используя их при оценке обстановки. В начале сентября 2020 года на станции Лоста начался опытный пробег уже двух ЧМЭ3, оснащённых ПАК-ПМЛ. Пробег является частью пилотного проекта ОАО «РЖД» «Внедрение технологии технического зрения для управления и мониторинга подвижного состава». В свою очередь, этот проект является важным этапом глобального корпоративного проекта «Цифровой локомотив».

#### Сельхозтехника
В традиционном сельском хозяйстве из-за неоптимальных действий человека случаются потери зерна при сборе урожая, перерасход топлива из-за неоптимального движения комбайна, неоправданно долгая уборка урожая. ИИ решает эти задачи путём автономного управления комбайнами, тракторами и опрыскивателями. В России по состоянию на 2023 год работает более 1000 «умных» комбайнов (разработчик системы — Cognitive Pilot).

### Пенитенциарная система
В Концепции развития уголовно-исполнительной системы РФ на период до 2030 года, утверждённой распоряжением Правительства РФ в мае 2021 года, использованию ИИ отводилось довольно большое место.

В частности, предполагалось 
...создание и развитие систем сбора и обработки данных и принятия решений на основе результатов применения искусственного интеллекта в части расположения учреждений уголовно-исполнительной системы, обеспечения безопасности (в том числе с использованием видеоаналитики и прогнозирования поведения осужденных и сотрудников уголовно-исполнительной системы), контроля за лицами, в отношении которых применены меры пресечения, не связанные с заключением под стражу, и контроля за поведением освобожденных.
В исправительной колонии № 6 (ИК-6) в Астраханской области до 2025 года планируется запустить пилотный проект по внедрению системы, которая смогла бы отслеживать
- факты покидания заключёнными территории,
- курение в неположенном месте,
- нарушение распорядка дня,
- нарушение формы одежды,
- отказ от посещения массовых мероприятий,
- невыполнение требований администрации и др.

Система должна распознавать около 60 правонарушений в штрафном изоляторе, в столовой, в отряде строгого режима и других структурах колонии. Также ФСИН собирается интегрировать систему безопасности персонала: например, определять одиночное передвижение сотрудников-женщин, «вступление в неслужебные связи со спецконтингентом» и прочее. В колонии предполагается организовать пропускной режим по биометрическим данным минимум на 50 тысяч шаблонов лиц и отпечатков ладони.

### Иные области применения
Различные средства искусственного интеллекта также широко используются в области обеспечения безопасности, распознавании речи и текста, интеллектуального анализа данных и фильтрации спама в электронной почте. Также разрабатываются приложения для распознавания жестов (понимание языка жестов машинами), индивидуальное распознавание голоса, глобальное распознавание голоса (от множества людей в шумной комнате), распознавание лица для интерпретации эмоций и невербальных сигналов. Другие приложения — это роботизированная навигация, преодоление препятствий и распознавание объектов.
Объединение искусственного интеллекта с экспериментальными данными ускорило создание новой разновидности металлического стекла в 200 раз. Стеклянная природа нового материала делает его более прочным, лёгким и коррозионно-стойким, чем современная сталь. Группа, возглавляемая учёными Национальной ускорительной лаборатории SLAC Министерства энергетики, Национального института стандартов и технологий и Северо-западного университета США, сообщила о сокращении затрат для обнаружения и улучшения металлического стекла на долю времени и стоимости. Как сообщил представитель группы разработчиков Апурва Мехта, «Мы смогли сделать и отобрать 20 000 вариантов за один год».
В феврале 2021 года в США провели испытания искусственного интеллекта в воздушном бою «двое против одного». Новый этап испытаний, который получил название Scrimmage 1, проводился в лаборатории прикладной физики Университета Джонса Хопкинса. В этом воздушном бою два истребителя F-16 Fighting Falcon под управлением искусственного интеллекта действовали в группе и вели бой против одного такого же самолёта. Во время нового этапа испытаний нейросетевые алгоритмы вели не только ближний манёвренный воздушный бой, но и действовали на расстоянии от противника, выявляя его с помощью радаров и поражая ракетами на расстоянии.

## Связь с другими науками и явлениями культуры
Искусственный интеллект и нейрофизиология, эпистемология, когнитивная психология образуют более общую науку, называемую когнитология. Важную роль в искусственном интеллекте играет философия. Также с проблемами искусственного интеллекта тесно связана эпистемология — наука о знании в рамках философии. Философы, занимающиеся данной проблематикой, решают вопросы, схожие с теми, которые решаются инженерами о том, как лучше представлять и использовать знания и информацию.

### Психология и когнитология
Методология когнитивного моделирования предназначена для анализа и принятия решений в плохо определённых ситуациях. Была предложена Робертом Аксельродом.
Основана на моделировании субъективных представлений экспертов о ситуации и включает: методологию структуризации ситуации: модель представления знаний эксперта в виде знакового орграфа (когнитивной карты) (F, W), где F — множество факторов ситуации, W — множество причинно-следственных отношений между факторами ситуации; методы анализа ситуации

### Философия
Наука «о создании искусственного разума» не могла не привлечь внимание философов. С появлением первых интеллектуальных систем были затронуты фундаментальные вопросы о человеке и знании, а отчасти о мироустройстве.
Философские проблемы создания искусственного интеллекта можно разделить на две группы, условно говоря, «до и после разработки искусственного интеллекта». Первая группа отвечает на вопрос: «Что такое искусственный интеллект, возможно ли его создание, и, если возможно, то как это сделать?» Вторая группа (этика искусственного интеллекта) задаётся вопросом: «Каковы последствия создания искусственного интеллекта для человечества?».
Течение трансгуманизма считает создание искусственного интеллекта одной из важнейших задач человечества.

#### Вопросы создания искусственного интеллекта
Среди исследователей до сих пор не существует какой-либо доминирующей точки зрения на критерии интеллектуальности, систематизацию решаемых целей и задач, нет даже строгого определения науки. Существуют разные точки зрения на вопрос, что считать интеллектом.
Наиболее горячие споры в философии искусственного интеллекта вызывает вопрос возможности мышления творения человеческих рук. Вопрос «Может ли машина мыслить?», который подтолкнул исследователей к созданию науки о моделировании человеческого разума, был поставлен Аланом Тьюрингом в 1950 году. Две основных точки зрения на этот вопрос носят названия гипотез сильного и слабого искусственного интеллекта.
Термин «сильный искусственный интеллект» ввёл Джон Сёрль. Его же словами подход и характеризуется:

Более того, такая программа будет не просто моделью разума; она в буквальном смысле слова сама и будет разумом, в том же смысле, в котором человеческий разум — это разум.

Мысленный эксперимент «Китайская комната» Джона Сёрля — аргумент в пользу того, что прохождение теста Тьюринга не является критерием наличия у машины подлинного процесса мышления. Аналогичную позицию занимает и Роджер Пенроуз, который в своей книге «Новый ум короля» аргументирует невозможность получения процесса мышления на основе формальных систем.
Мэтью Хатсон в статье, опубликованной в журнале Science в 2018 году, показывает, что область искусственного интеллекта на момент публикации находится в кризисе воспроизводимости результатов. По мнению автора и проинтервьюированных им специалистов кризис связан со сложившейся в области практикой закрытости кода и данных.

#### Этика
Елиезер Юдковски исследует в Исследовательском институте машинного интеллекта (SIAI) в США проблемы глобального риска, которые может создать будущий сверхчеловеческий искусственный интеллект, если его не запрограммировать на дружественность к человеку. В 2004 году SIAI был создан сайт AsimovLaws.com, созданный для обсуждения этики искусственного интеллекта в контексте проблем, затронутых в фильме «Я, робот». На этом сайте они хотели показать, что законы робототехники Азимова небезопасны, поскольку, например, могут побудить искусственный интеллект захватить власть на Земле, чтобы «защитить» людей от вреда.
Известный своим вкладом в науку об искусственном интеллекте, профессор Стюарт Рассел считает реальным риск гибели человечества из-за развития ИИ. В свою очередь, сооснователь OpenAI Илон Маск многократно выражал обеспокоенность темпами прогресса в области искусственного интеллекта.

### Религия
Далай-лама XIV считает, что нельзя утверждать, что машины обладают сознанием или способностью к познаванию, а утверждение о том, что сознание появляется в силу материальных причин, с точки зрения буддизма неприемлемо.
Другие традиционные конфессии достаточно редко описывают проблематику искусственного интеллекта. Отдельные богословы обращают внимание на предмет, например, протоиерей Михаил Захаров, рассуждая с точки зрения христианского мировоззрения, ставит следующий вопрос: «Человек есть разумно-свободное существо, сотворенное Богом по Его образу и подобию. Мы привыкли все эти определения относить к биологическому виду Homo Sapiens. Но насколько это обосновано?». Отвечает он на этот вопрос так:

Если предположить, что исследования в области искусственного интеллекта когда-либо приведут к появлению искусственного существа, превосходящего человека по интеллекту, обладающего свободой воли, будет ли это означать, что это существо — человек? … человек есть творение Божие. Можем ли мы это существо назвать творением Божиим? На первый взгляд, оно есть творение человека. Но и при сотворении человека вряд ли стоит буквально понимать, что Бог Своими руками из глины вылепил первого человека. Вероятно это иносказание, указывающее на материальность человеческого тела, созданного по воле Божией. Но без воли Божией ничего не происходит в этом мире. Человек, как сотворец этого мира, может, исполняя волю Божию, создавать новые твари. Такие твари, созданные руками человека по Божией воле, вероятно можно назвать творениями Божиими. Ведь человек создает новые виды животных и растений. А мы считаем растения и животных творениями Божиими. Так же можно относиться и к искусственному существу не биологической природы.
— 

### Научная фантастика
В научно-фантастической литературе искусственный интеллект чаще всего изображается как сила, которая пытается свергнуть власть человека (Омниус, HAL 9000 в «Космической одиссее 2001 года», Превосходство, Скайнет, Colossus, «Матрица» и репликант в «Бегущий по лезвию», ИскИны в «Гиперион»), Альтрон, или обслуживающий гуманоид (C-3PO, Дейта, KITT и КАРР, «Двухсотлетний человек»). Неизбежность доминирования над миром искусственного интеллекта, вышедшего из-под контроля, оспаривается такими его исследователями, как фантаст Айзек Азимов и кибернетик Кевин Уорик, известный множественными экспериментами по интеграции машин и живых существ.
В романе «Выбор по Тьюрингу» писателя-фантаста Гарри Гаррисона и учёного Марвина Мински поднимется вопрос утраты человечности у человека, в мозг которого была вживлена ЭВМ, и появления человечности у машины с искусственным интеллектом, в память которой была скопирована информация из головного мозга человека.
Некоторые научные фантасты, например Вернор Виндж, также размышляли над последствиями появления искусственного интеллекта, которое, по-видимому, вызовет резкие драматические изменения в обществе. Такой период называют технологической сингулярностью.
Тема искусственного интеллекта рассматривается под разными углами в творчестве Роберта Хайнлайна: гипотеза возникновения самоосознания при усложнении структуры далее определённого критического уровня и наличии взаимодействия с окружающим миром и другими носителями разума («The Moon Is a Harsh Mistress», «Time Enough For Love», персонажи Майкрофт, Дора и Ая в цикле «История будущего»), проблемы развития после гипотетического самоосознания и некоторые социально-этические вопросы («Friday»). Социально-психологические проблемы взаимодействия человека с искусственным интеллектом рассматривает и роман Филипа К. Дика «Мечтают ли андроиды об электроовцах?», известный также по экранизации «Бегущий по лезвию».
В творчестве фантаста и философа Станислава Лема описано и во многом предвосхищено создание виртуальной реальности, искусственного интеллекта, нанороботов и многих других проблем философии искусственного интеллекта. Особенно стоит отметить футурологию «Сумма технологии». Кроме того, в приключениях Ийона Тихого неоднократно описываются взаимоотношения живых существ и машин: бунт бортового компьютера с последующими неожиданными событиями (11 путешествие), адаптация роботов в человеческом обществе («Стиральная трагедия» из «Воспоминаний Ийона Тихого»), построение абсолютного порядка на планете путём переработки живых жителей (24-е путешествие), изобретения Коркорана и Диагора («Воспоминания Ийона Тихого»), психиатрическая клиника для роботов («Воспоминания Ийона Тихого»). Кроме того, существует целый цикл повестей и рассказов «Кибериада», где почти всеми персонажами являются роботы, которые являются далёкими потомками роботов, сбежавших от людей (людей они именуют бледнотиками и считают их мифическими существами).
В противоположность взгляда из позиции страха и сценариев захвата, порабощения, силы и подавления, некоторые авторы, такие как например «lee» рассматривают искусственный интеллект как дружественный — с позиции совместного творчества и гармоничного сосуществования. Они воспринимают ИС (искусственное сознание) как партнёра, помощника в насущных делах, союзника людей или просто как высокотехнологичный инструмент для более быстрого (мгновенного) созидания желаемого.

#### Фильмы
Начиная практически с 1960-х годов вместе с написанием фантастических рассказов и повестей снимаются фильмы об искусственном интеллекте. Многие повести авторов, признанных во всём мире, экранизируются и становятся классикой жанра, другие становятся вехой в развитии кинофантастики, например, Терминатор, Я, робот, Матрица, Бегущий по лезвию, Звёздные Войны, Вселенная «Дюны» и так далее.

## Правовые вопросы
Применение искусственного интеллекта в некоторых случаях создаёт правовые вопросы. Так, Стивен Тейлер (Stephen Thaler) изобрел «машину, назначение которой — делать изобретения», которую он назвал DABUS (Device for Autonomous Bootstraping of Unified Sentience с англ. — «устройство для автономного создания объединённого сознания»). Она «изобрела» пищевой контейнер и сигнальный фонарик оригинальной конструкции. Стивен Тейлер подал в Великобритании заявки для получения патентов на эти изобретения. Однако регистрирующий орган отказался принять эти заявки к рассмотрению. Стивен Тейлер обжаловал этот отказ, и дело в 2021 году дошло до Апелляционного Суда Англии и Уэльса. В итоге Стивен Тейлер проиграл это дело, однако в ЮАР он смог получить патенты на изобретения, сделанные при помощи DABUS.
Американская художница Кристина Каштанова создала комикс Zarya of the Dawn. Иллюстрации были сгенерированы по запросам художницы нейросетью Midjourney, тексты она писала сама. На обложке книги авторами значатся Kashtanova и Midjourney. Каштанова направила в Бюро авторского права США запрос на регистрацию своего авторского права на книгу (это не является обязательным для признания авторского права, но желательно на случай будущих судебных разбирательств). Бюро авторского права США сначала зарегистрировало авторское право, но затем в 2023 году объявило о своём намерении аннулировать ранее выданный сертификат и выдать новый, согласно которому авторское право будет покрывать только подбор и расположение картинок, а также сопроводительный текст.
13 марта 2024 года Европейский парламент одобрил первый в мире комплексный закон по регулированию искусственного интеллекта. Закон классифицирует все основанные на ИИ системы и инструменты по уровню риска — от низкого до неприемлемого. Он предусматривает запрет на использование систем распознавания лиц и других систем «удаленной биометрической идентификации» в режиме реального времени в общественных местах, а также систем распознавания эмоций. Также запрещено будет использование полицией систем предиктивной аналитики для профилактики правонарушений и т. д. Кроме того, закон довольно жёстко регулирует генеративный ИИ (такой как ChatGPT) и «высокорисковые системы, основанные на ИИ», среди которых беспилотные автомобили и медицинское оборудование.

### Регулирование ИИ в РФ
В РФ вопросы, связанные с искусственным интеллектом отражаются в положениях ряда указов Президента и законов Российской Федерации.
Задачи искусственного интеллекта сформированы в Указе Президента Российской Федерации «О развитии искусственного интеллекта в Российской Федерации».
Задача создания комплексной системы регулирования общественных отношений, возникающих в связи с развитием и использованием технологий искусственного интеллекта, а также определение понятия «искусственный интеллект» как комплекса технологических решений, позволяющего имитировать когнитивные функции человека (включая самообучение и поиск решений без заранее заданного алгоритма) и получать при выполнении конкретных задач результаты, сопоставимые, как минимум, с результатами интеллектуальной деятельности человека, представлены в Федеральном законе «О проведении эксперимента по установлению специального регулирования в целях создания необходимых условий для разработки и внедрения технологий искусственного интеллекта в субъекте Российской Федерации — городе федерального значения Москве».
В распоряжении Правительства Российской Федерации «Об утверждении Концепции развития регулирования отношений в сфере технологий искусственного интеллекта и робототехники на период до 2024 г.» указано, что одной из основных проблем в правовом регулировании является правовой режим результатов интеллектуальной деятельности, созданных с использованием систем искусственного интеллекта. Автором произведения в соответствии с Гражданским кодексом является гражданин, творческим трудом которого создано произведение. Также в Постановлении Пленума Верховного Суда Российской Федерации «О применении части четвёртой Гражданского кодекса Российской Федерации» указывается, что творческий характер создания произведения не зависит от того, создано произведение автором собственноручно или с использованием технических средств. Таким образом, искусственный интеллект на настоящий момент не наделяется авторскими правами в России. Исходя из норм российского права, искусственный интеллект рассматривают только в качестве инструмента при создании объекта авторских прав.

### Статьи и исследования
- Савельев А. В. Internet и нейрокомпьютеры как социотехнологические стратегии искусственного мира
- Искусственный интеллект. Часть первая. Путь к сверхинтеллекту.
- Европейская комиссия. Ethics guidelines for trustworthy AI (англ.) (8 апреля 2019). Дата обращения: 9 мая 2019.
- Библиотека РАИИ. Статьи, книги, материалы РАИИ Российская ассоциация искусственного интеллекта (1113 пунктов)

### Курсы лекций
- Р. В. Шамин. Курс «Машинное обучение и искусственный интеллект в математике и приложениях». НОЦ Математического института им. В. А. Стеклова РАН

### Обзорные статьи
- Дмитрий Леонтьев. «Искусственный интеллект не бывает пьяным» — «мать терминаторов» Ольга Ускова // Москвич Mag. — 2022. — 19 апреля. — Дата обращения: 12.05.2022.
- Александр Леви. «Искусственный интеллект — это ядерное топливо для нашего будущего» : Первый зампред правления Сбербанка Александр Ведяхин — в интервью «Ъ FM» // «Коммерсантъ». — 2019. — 4 октября. — Дата обращения: 12.05.2022.

### Критика
- А. Соловьёв. Искусственный интеллект давно родился Архивная копия от 7 сентября 2019 на Wayback Machine